# La Brecha, San Luis Potosí
La Brecha är en ort i Mexiko.   Den ligger i kommunen Aquismón och delstaten San Luis Potosí, i den centrala delen av landet, 250 km norr om huvudstaden Mexico City. La Brecha ligger 744 meter över havet och antalet invånare är 247.
Terrängen runt La Brecha är lite bergig. Runt La Brecha är det ganska tätbefolkat, med 134 invånare per kvadratkilometer. Närmaste större samhälle är Tampate, 7,9 km öster om La Brecha. I omgivningarna runt La Brecha växer i huvudsak städsegrön lövskog.